# Дюжиков, Сергей Александрович
Сергей Александрович Дюжиков (27 июля 1948, Вена, Австрия — 28 июня 2024, Сан Диего, США) — советский, российский и американский гитарист, участник коллективов «Скифы», «Голубые гитары», «Цветы» (Группа Стаса Намина) и других

## Биография
Сергей Дюжиков родился 27 июля 1948 года в Вене (Австрия) в семье военного лётчика, полковника авиации и командира полка Александра Ивановича. Мама Сергея — Антонина Фёдоровна играла на аккордеоне, занималась спортивной стрельбой. До шестого класса семья успела пожить вблизи от военных аэродромов Ельца, Ефремова, Горького и Орла.
Когда Александр Иванович вышел в отставку в 1961 году, семья переехала в Измаил (УССР), расположенный у границы с Румынией. Сергею, для занятия музыкой, купили пианино, однако после нескольких уроков решили, что музицирование не для него и прекратили занятия. Проживая рядом с границей у Сергея появилась возможность слушать западные радиостанции и смотреть румынское телевидение; в других местах СССР иностранные радиостанции глушились. Тогда он впервые услышал The Beatles, переделал дешёвую семиструнку на шесть струн и вечерами смотрел выступления своих кумиров, пытаясь уловить новые приёмы игры на гитаре.
В восьмом классе Сергей пошёл на трёхгодичные курсы английского языка.
«Аргонавты», первая школьная группа Дюжикова, созданная им в 1965 году, состояла из трёх человек — гитариста, басиста и барабанщика, и была похожа на популярные в конце 1960-х — начале 1970-х годов коллективы (Cream, Джими Хендрикс, The Who, Led Zeppelin).
В 1966 году Дюжиков приехал в Москву поступать в Институт военных переводчиков. Но сбежал из казарм через несколько недель и поступил на английское отделение филологического факультета МГУ им. М. В. Ломоносова. Жил в общежитии на Ленинских горах. В том же году, появился первый вариант группы «Скифы». Потом Дюжиков познакомился с Александром Градским, вошедшим в коллектив. Однако первый состав группы просуществовал несколько месяцев.
Спустя год Сергей покинул МГУ и продолжил обучение в Институте иностранных языков им. М. Тореза. Тогда же, в 1967 году, он собрал следующий и уже постоянный состав «Скифов», в который вошли Юрий Валов (2-я гитара, бас), Виктор Дегтярёв (бас-гитара, барабаны) и Вячеслав Донцов (барабаны).

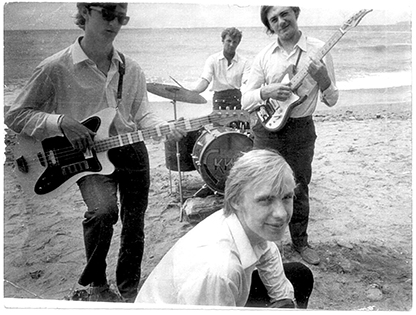
Группа «Скифы» в 1968 году в студенческом лагере МГУ в Пицунде

В 1968 году к группе постепенно стало приходить признание: в составе «Скифов» Сергей стал лауреатом фестиваля студенческой самодеятельности в Лужниках, принял участие в съёмках фильма «Ещё раз про любовь», играл на сборах для спортсменов, готовившихся к Олимпийским играм.
В 1969 году «Скифами» была предпринята первая попытка записать магнитоальбом.
В 1970 году Игорь Гранов пригласил группу «Скифы» в ВИА «Голубые гитары», где Сергей проработал до 1975 года. У «Скифов» был собственный блок на выступлениях «Голубых гитар». В течение этих пяти лет «Скифы» иногда собирались втроём и давали сольные концерты.
В 1971 году по просьбе композитора Давида Тухманова Дюжиков записал некоторые партии гитары на его альбомах «Как прекрасен этот мир» (1975) и «По волне моей памяти» (1976).
В 1972 году Сергей участвовал в подпольном рок-фестивале в Ереване в составе специально созданной под это мероприятие команды «Супер», в неё вошли музыканты из разных московских групп: Сергей Дюжиков и Виктор Дегтярёв («Скифы»), Юрий Фокин и Сергей Грачёв («Лучшие годы»), Леонид Бергер («Орфей»). Закончился фестиваль тем, что милиция усмиряла разошедшуюся толпу, а участниками заинтересовались следственные органы.
С «Голубыми гитарами» Дюжиков объездил Польшу (1972), Восточную Германию (1972), Чехословакию (1973) и Югославию (1973, 1974), стал лауреатом международных фестивалей «Зелёна-Гура» в Польше и «Братиславская Лира» в Чехословакии (1973), где с его участием была записана и выпущена пластинка. Записанные с его участием две студийные пластинки «Голубых гитар» разошлись миллионными тиражами.
С 1974 по 1978 годы Сергей играл в ансамблях «Цветы», «Красные маки» и «Группа Стаса Намина». Работал с Игорем Крутым у Валентины Толкуновой, участвовал в ВИА «Магистраль» Юрия Антонова, аккомпанировал Галине Ненашевой, записал альбом с Владимиром Пресняковым.
В начале 1980-х годов увлёкся цыганским джазовым гитаристом Джанго Рэйнхардтом, играл с ансамблем Николай Эрденко и записал альбом дуэтом с Александром Малининым.
Первый раз Сергей приехал в Америку, в Нью-Йорк, в 1988 году к Юрию Валову и спустя два месяца вернулся в Россию на гастроли с Малежиком (Саквояж). В том же году Владимир Полонский и Сергей Дюжиков решили сделать группу под названием «Радио», но развития эта идея не получила.
В 1990 году Дюжиков приехал в США ещё раз и провёл в Нью-Йорке уже четыре месяца, и только в 1991 году переехал окончательно. Через некоторое время его пригласил Игорь Бутман играть в варьете дорогого русского ресторана неподалёку от Нью-Йорка, который открыл «первый русский капиталист» Фёдоров. После он играл в оркестре Сэма Майклсона, который выступал на площадках Нью-Йорка, Бостона, Атлантик-Сити и Филадельфии.
В мае 1993 года Сергей переехал под Сан-Диего (Калифорнию). Через неделю начал играть сразу в четырёх группах и подрабатывать уроками. Одна из групп даже взяла название, связанное с его именем, Power Serge (игра слов — «Мощный Серж»/«Всплеск напряжения в сети»).
В 1998 году он получил призы как лучший в Калифорнии гитарист в стиле «кантри» и лучший инструменталист. Он часто появлялся в популярной в Сан-Диего радиостанции Sets 102 (KLVJ), открывал или «разогревал» концерты таких звёзд как Литл Ричард, Foreigner, Джон Ли Хукер, Томми Кастро, Делберт Макклинтон, играл и записывался с Айк Тёрнер, Крис Дарроу (Nitty Gritty Dirt Band) и Джон Йорк (The Byrds).
В 1999 году на международном фестивале в Нашвилле — мировой столице кантри-музыки Сергей вместе с Joel Ray & Eagle Pass получили приз как наиболее обещающая группа.
В 2000 году Сергея Дюжикова пригласили играть в бродвейском мюзикле «It Ain’t Nothing but The Blues» («Всё это лишь только блюз»).
Скончался 29 июня 2024 года после продолжительной болезни в возрасте 75 лет.

## Критика
Сергей Попов («Пульсары», «Фобос», «Жар-птица», «Алиби»): «Соло-гитара — Сергей Дюжиков. Это был один из лучших соло-гитаристов СССР в те годы, на его репетиции ходили (в том числе и я) как на мастер-классы: посмотреть, поучиться, восхититься».
Алексей Петров: «Да, время всё расставляет по своим местам. Градского, например, сегодня называют „дедушкой русского рока“. Но такими же „дедушками“ могли бы стать, к примеру, Александр Лерман, Юрий Валов или Сергей Дюжиков… <…> Там же, в „Скифах“, играл выдающийся гитарист Сергей Дюжиков. Сегодня он считается суперзвездой русского рока 60-х годов, это в один голос подтверждают и Буйнов, и С. Намин, и Малежик… В то время этот виртуоз-гитарист был у нас, пожалуй, рок-музыкантом номер один. Вот свидетельство Андрея Макаревича: „Он поразил меня техникой неимоверной! Некоторые вещи западных музыкантов он играл лучше, чем сами те музыканты. Совершенно невероятно, но это факт!“ <…> „Сергей моложе меня на два года, — говорит Малежик, — но старше на целый талант. Это был яркий лидер и неординарный человек с хорошим биологическим посылом и хорошей техникой игры и пения. А биологический посыл — это то духовное и почти физически ощутимое поле, которое исходит от артиста, когда он несёт себя людям…“»